# لوول لو
لووِل لو (چینی ساده: 卢冠廷; چینی سنتی: 盧冠廷; پین‌یین: Lú Guàntíng؛ انگلیسی: Lowell Lo؛ زادهٔ ۱۲ اکتبر ۱۹۵۰) بازیگر، موسیقی‌دان، خواننده و ترانه‌سرا اهل هنگ کنگ و ایالات متحده آمریکا است.

او برای بسیاری از تولیدات سینمایی هنگ کنگ، موسیقی فیلم ساخته است.
از فیلم‌ها یا مجموعه‌های تلویزیونی که وی در آن‌ها نقش داشته است، می‌توان به فوتبال شائولین و رزا اشاره نمود.